# Kristian Ekenberg
Kristian Per Greger Ekenberg, född 1981 i Gävle, är journalist och redaktör. Sedan 2015 är han kulturredaktör på Gefle Dagblad. 2025 tilldelades han Dagens Nyheters kritikerpris Lagercrantzen.

## Biografi
Kristian Ekenberg växte upp på Brynäs i Gävle. Han började medverka i Gefle Dagblad 1999 som filmkritiker, krönikör och kulturskribent. Han har studerat filmvetenskap och medie- och kommunikationsvetenskap vid Högskolan i Gävle. Han studerade till journalist vid Göteborgs universitet, JMG.
2007 började Kristian Ekenberg arbeta som reporter och redaktör på Arbetarbladet i Gävle. Från 2009 som anställd på kulturredaktionen.
2015 gick han till Gefle Dagblad och blev kulturredaktör, senare även litteraturredaktör i den dåvarande koncernen Mittmedias gemensamma kulturredaktion parallellt med tjänsten som kulturredaktör i Gävle.
Kristian Ekenberg har även varit verksam som frilansjournalist och skrivit i tidningar och magasin som Residence, Café, Damernas Värld, Res, Amelia, Att:ention, Svenska Dagbladet.
Var en av skribenterna på tv- och filmsajten Weird Science.

## Priser
- 2023: Klara Lindh-stipendiet[2]
- 2025:Lagercrantzen[3]